# Khadim Ali
Khadim Ali (tiếng Urdu: خادم علی, sinh năm 1978) là một họa sĩ người Úc gốc Afghanistan thuộc nhóm dân tộc thiểu số Hazara.

## Tiểu sử
Khadim Ali chào đời năm 1978 tại thành phố Quetta, Pakistan trong một gia đình tị nạn xuất thân từ tỉnh Bamiyan ở Afghanistan, thuộc nhóm dân tộc thiểu số Hazara. Ali trải qua thời thơ ấu ở Pakistan, nằm gần biên giới Afghanistan. Hồi còn nhỏ, ông có cơ hội được tiếp xúc với vẻ đẹp của thiên sử thi Ba Tư thế kỷ 10 Shahnameh (Liệt vương kỷ) của nhà thơ Ferdowsi, mà ông của Ali thường hay hát cho ông nghe những lúc rãnh rỗi và còn cho xem cả những bức tranh thu nhỏ minh họa cuốn sử thi này. Nhờ vậy đã nuôi dưỡng niềm đam mê hội họa và nghệ thuật trong con người ông.
Khi lớn lên, Ali dành thời gian theo học vẽ tranh thu nhỏ Mughal tại Trường Đại học Nghệ thuật Quốc gia ở Lahore, và học hỏi môn thư pháp tại Đại học Tehran ở Iran. Năm 2006, Ali được Bảo tàng Nghệ thuật châu Á Fukuoka ở Fukuoka, Nhật Bản nhận làm họa sĩ khách mời, rồi sang tham gia Venice Biennale cùng năm đó, ít lâu sau ông chuyển sang Sydney nước Úc để khởi đầu sự nghiệp hội họa nơi đây vào năm 2010. Năm 2012, ông tốt nghiệp thạc sĩ nghệ thuật tại Đại học New South Wales, sau khi ra trường từng có lần mở cuộc triển lãm cá nhân tại buổi triển lãm Documenta về nghệ thuật đương đại ở Kassel, Đức. Họa phẩm của Ali hiện nằm trong bộ sưu tập của Quỹ Nghệ thuật Sharjah.
Sử dụng phương pháp vẽ tranh thu nhỏ Mughal theo kiểu cổ điển, Ali đã vẽ nên những hình minh họa mới dành cho cuốn Shahnameh. Ông sử dụng những hình ảnh bắt nguồn từ lịch sử, thơ ca, thần thoại và chính trị nhằm tiến hành điều tra thông qua nghệ thuật về các sự kiện trong những cuộc chiến tranh ở Afghanistan, đàn áp, lưu đày, tình trạng phân biệt đối xử, và những mất mát do sự tàn phá của nền văn hóa nơi đây. Ông còn dùng hội họa đề cập đến các tượng Phật tại Bamyan đã bị thành phần cực đoan thuộc phe Taliban phá hủy vào tháng 3 năm 2001.
Vào tháng 2–tháng 3 năm 2018, số họa phẩm của Ali đều được đem ra trưng bày trong cuộc triển lãm do Abdul-Rahman Abdullah và Nur Shkembi phụ trách mang tên Waqt al-tagheer: Time of change tại ACE Open, Adelaide như một phần của Lễ hội Adelaide. Triển lãm này chuyên trưng bày tác phẩm của 11 nghệ sĩ Úc theo Hồi giáo, bao gồm cả anh trai của Abdul-Rahman là Abdul Abdullah và nghệ sĩ nhiếp ảnh Hoda Afshar.